# Puisaye (Burgund)
Die Puisaye (auch Poyaude genannt) ist eine Landschaft im Burgund. 

## Geografie
Die traditionelle Bild der Puisaye ist das einer grünen Landschaft mit Wäldern und großen Teichen. Tatsächlich ist die Puisaye zweigeteilt: die Mitte und der Norden mit ihrem Kreideuntergrund werden landwirtschaftlich genutzt, der Südosten und der Osten mit ihren Sand- und Tonböden weisen eine Knicklandschaft auf. Darüber hinaus ist eisenhaltiger Sandstein vorhanden, der zum Hausbau genutzt wird. Die Puisaye wird von den Flüssen Loing, Branlin und Ouanne durchquert, das größte Gewässer ist der Lac du Bourdon mit 9,3 Millionen m³ Fassungsvermögen. Größere Wälder finden sich in Merry, Vaux und Saint-Fargeau. Die landwirtschaftliche Nutzung konzentriert sich (bei weit gestreuter Besiedlung) auf Weidewirtschaft und Viehzucht.
Die Puisaye erstreckt sich über 
- 5 Kantone des Départements Yonne (Kanton Bléneau, Kanton Charny, Kanton Saint-Fargeau, Kanton Saint-Sauveur-en-Puisaye und Kanton Toucy);
- 1 Kanton des Départements Nièvre (ehemaliger Kanton Saint-Amand-en-Puisaye).
- 2 Kantone des Départements Loiret (Kanton Briare und der Nordosten des Kanton Gien).

## Geschichte
Der Name « Puisaye » ist keltischen Ursprungs (Poy für feuchtes Land und saga für Wald) und entwickelte sich über Poiseia oder Puseio im 12. Jahrhundert zu Puisoye und schließlich Puisaye. Heute bilden die Puisaye und die Forterre gemeinsam die Pays de Puisaye-Forterre.